# Phyllodactylus partidus
Phyllodactylus partidus är en ödleart som beskrevs av  Dixon 1966. Phyllodactylus partidus ingår i släktet Phyllodactylus och familjen geckoödlor. IUCN kategoriserar arten globalt som livskraftig. Inga underarter finns listade i Catalogue of Life.